# Heteroxenia elisabethae
Heteroxenia elisabethae is een zachte koraalsoort uit de familie Xeniidae. De koraalsoort komt uit het geslacht Heteroxenia. Heteroxenia elisabethae werd in 1874 voor het eerst wetenschappelijk beschreven door Kölliker. 